# Rhamphomyia siebecki
Rhamphomyia siebecki är en tvåvingeart som beskrevs av Gabriel Strobl 1898. Rhamphomyia siebecki ingår i släktet Rhamphomyia och familjen dansflugor. Inga underarter finns listade i Catalogue of Life.